# Nasutów (gmina)
Nasutów (od 1874 Niemce) – dawna gmina wiejska istniejąca w XIX wieku w guberni lubelskiej. Siedzibą władz gminy był Nasutów.
Za Królestwa Polskiego gmina Nasutów należała do powiatu lubartowskiego w guberni lubelskiej.
Gmina została zniesiona w 1874 roku przez przemianowanie na gmina Niemce.